# Экономика Соломоновых Островов
Экономика Соломоновых Островов — 184-я в мире по размеру ВВП по ППС.
Свыше 75% трудоспособного населения занято в натуральном хозяйстве и рыболовстве. До 1998 года, когда резко упали цены на тропическую древесину, древесина была основным продуктом экспорта Соломоновых Островов, из-за чего леса островов находились в чрезвычайной опасности. Копра и пальмовое масло — также важнейшие торговые культуры и экспортные товары. В 1998 году австралийская горнодобывающая компания Ross Mining начала добычу золота в Голд-Ридж на острове Гуадалканал. Также ведётся геологоразведка на других территориях государства. В результате межэтнических столкновений в июне 2000 года, был прекращён экспорт пальмового масла и золота, и сокращён экспорт древесины.
Туризм и особенно дайвинг — важная сфера услуг Соломоновых Островов.
Еще до межэтнических столкновений в июне 2000 года, Соломоновы Острова пострадали от азиатского финансового кризиса 1997 года. Азиатский банк развития оценил падение рынка негативно для тропической древесины, что повлекло к падению ВВП Соломоновых Островов в пределах 15—25%. Около половины рабочих мест лесной промышленности были сокращены. Правительство предпринимало меры по создания более устойчивой политики в области данной отрасли экономики.
Начиная с 2000 года Правительство Соломоновых Островов становится всё более и более неплатёжеспособным. Они исчерпали свою возможность займа, и в 2001 году дефицит составил 8% от ВВП. Государство стало крайне зависимым от иностранной помощи, благодаря которому в 2001 году сберегалось 50% правительственных расходов. Важнейшие доноры: Австралия 247 млн. в 2006 году, Новая Зеландия 14 млн. в 2004 году, ЕС и Япония 40 млн. в 2005 году, Тайвань 20 млн. долларов США.